# Juan Alonso Pimentel y Fonseca
Juan Alonso Pimentel (c. 1355-diciembre 1419) fue un aristócrata portugués, señor de Braganza, que después pasó a servir al rey de Castilla con la entrada de la dinastía Avís en Portugal, y que recibió por sus servicios a la monarquía el señorío de Benavente, de la que se convirtió en primer conde en 1398.

## Vida
Miembro de la aristocracia portuguesa, su padre fue Rodrigo Alonso Pimentel y su madre, de nombre desconocido, fue hija de Lorenzo de Fonseca. Fue muy próximo al rey Fernando I de Portugal quien le donó Vinhais, Lomba y Valpacos en 1373 y le nombró alcalde de Penas Róias y de Braganza. Posteriormente, en 1374 recibió bienes en Braganza y en 1375 las villas de Penaguiao, Fontes, Gestaco y Godim. La esposa del rey, Leonor Téllez de Meneses, fue quien auspició su boda con su media hermana, que en esas fechas estaba en un convento. Estuvo en los desposorios de la hija de estos reyes, Beatriz de Portugal, con el rey Juan I de Castilla en Salvaterra de Magos el 30 de abril de 1383.
A la muerte del rey Fernando I, su yerno, el rey Juan I de Castilla, quiso hacer valer los derechos de su esposa, la princesa Beatriz, al trono de Portugal. Juan Alonso apoyó estas pretensiones y fue uno de los nobles que recibieron a la pareja real en enero de 1384 en Santarém.  En abril de 1385, Juan de Avís, nuevo rey de Portugal, ordenó la confiscación de todos los bienes de Juan Alonso. Después de la derrota de las tropas castellanas en la batalla de Aljubarrota en 1385, en la que no participó, mantuvo Braganza «dentro de la obediencia castellana». No fue hasta la toma de Chaves por el condestable Nuno Álvares Pereira en 1386 y la posterior negociación con el condestable que le garantizó la conservación de todos sus bienes, que Juan Alonso decidió cambiar de fidelidad a favor del rey de Portugal que entonces le confirmó todas las donaciones de Fernando I y las incrementó con otras nuevas mercedes, entre ellas, Braganza, Vinhais, Lomba y Valpaços.
Abandonó Portugal definitivamente a mediados de la década de los noventa, entre otras razones, porque consideró que el rey portugués no castigó a Martín Alfonso de Melo, el esposo de su hija Beatriz a quien había asesinado. Pasó a Castilla para servir a Enrique III de Castilla, a quien entregó sus antiguos estados en Portugal, y a cambio el rey le hizo una concesión por la que se convirtió en primer conde de Benavente en 1398 estableciendo así la casa de los Pimentel de Benavente (casa de Benavente) en Castilla.
Falleció en diciembre de 1419 y fue enterrado en la villa de Benavente, en la capilla que había mandado construir en el monasterio de San Francisco. Fue sucesor suyo el primogénito, Rodrigo, que vio confirmadas todas las tierras y títulos por parte del rey.

## Matrimonio y descendencia
Contrajo matrimonio en 1377 con Juana Téllez de Meneses, hija ilegítima de Martín Alfonso Téllez de Meneses y de Senhorinha Martins, media hermana de Leonor Téllez de Meneses, reina de Portugal, que fue quien auspició este matrimonio. El matrimonio tuvo los siguientes hijos:
- Beatriz Pimentel y Téllez de Meneses (m. 1397), casada en 1392 con Martín Afonso de Melo,[5] señor de Arega y de Barbacena. Según algunos autores, Beatriz fue asesinada por su esposo.[6]
- Rodrigo Alonso Pimentel (1378-26 de octubre de 1440), II conde de Benavente,[7] señor de Arenas de San Pedro, de Mayorga y de Villalón de Campos, casado con Leonor Enríquez de Mendoza, hija de Alfonso Enríquez, almirante de Castilla, y su esposa Juana de Mendoza.[7]
- Teresa Pimentel y Téllez de Meneses (n. 1380), casada en 1415 con Pedro González de Bazán,[7] III señor de Palacios de la Valduerna, La Bañeza y de Ceinos.
- Alfonso Téllez, adoptó en apellido materno y fue comendador de Mayorga y Herrera en la Orden de Alcántara y después fraile jerónimo en el Real Monasterio de Santa María de Guadalupe.[7]